# Frederiksberg Have

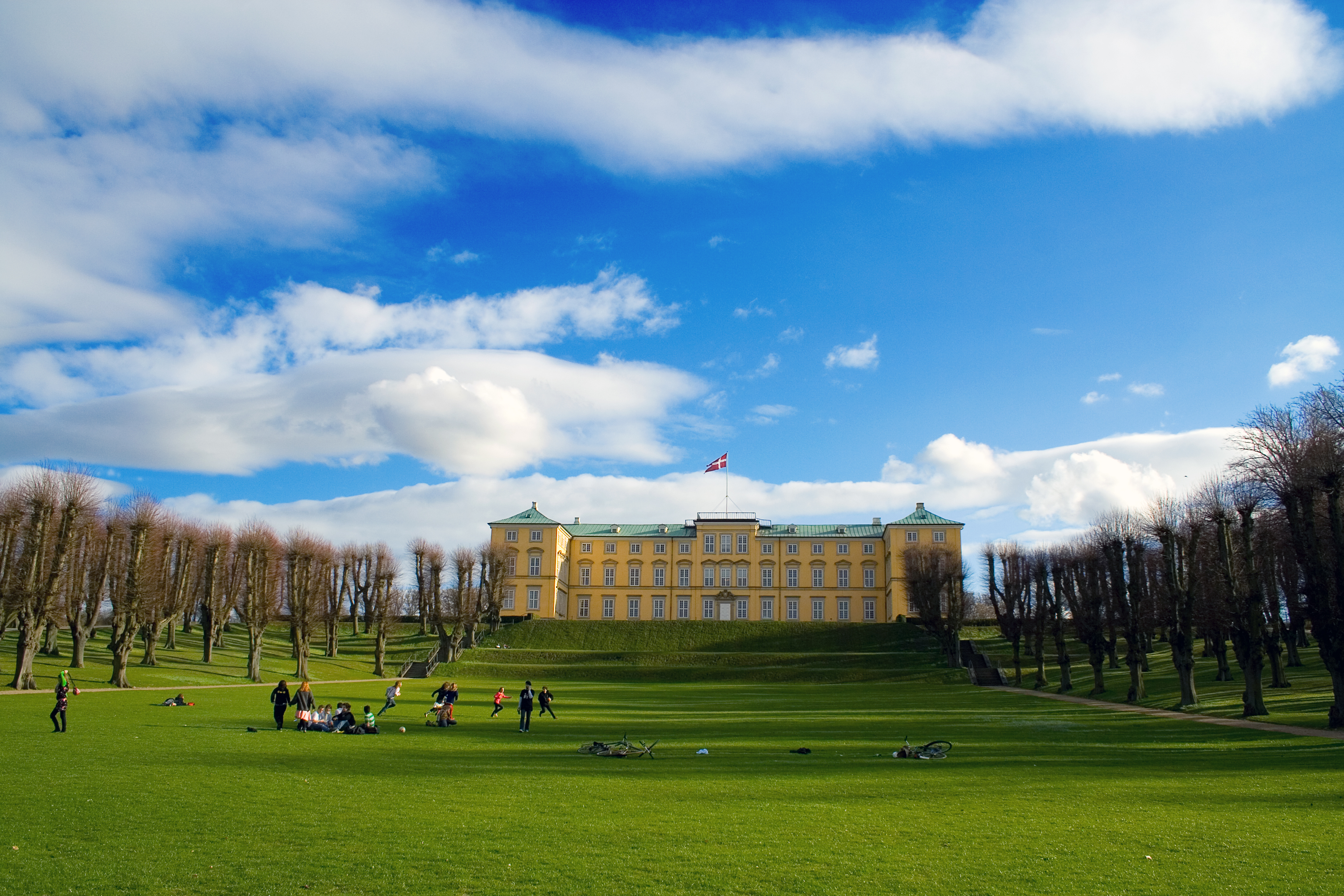
Frederiksberg Have med slottet i bakgrunden

Frederiksberg Have är en park i Frederiksberg vid Köpenhamn. 
Parken blev anlagd i förbindelse med Frederiksbergs slott och rymmer i dag både rester av en barockträdgård och en romantisk landskapsträdgårds karakteristika. Det finns flera sjöar, kanaler och exotiska träd och buskar i parken, som är mycket välbesökt.

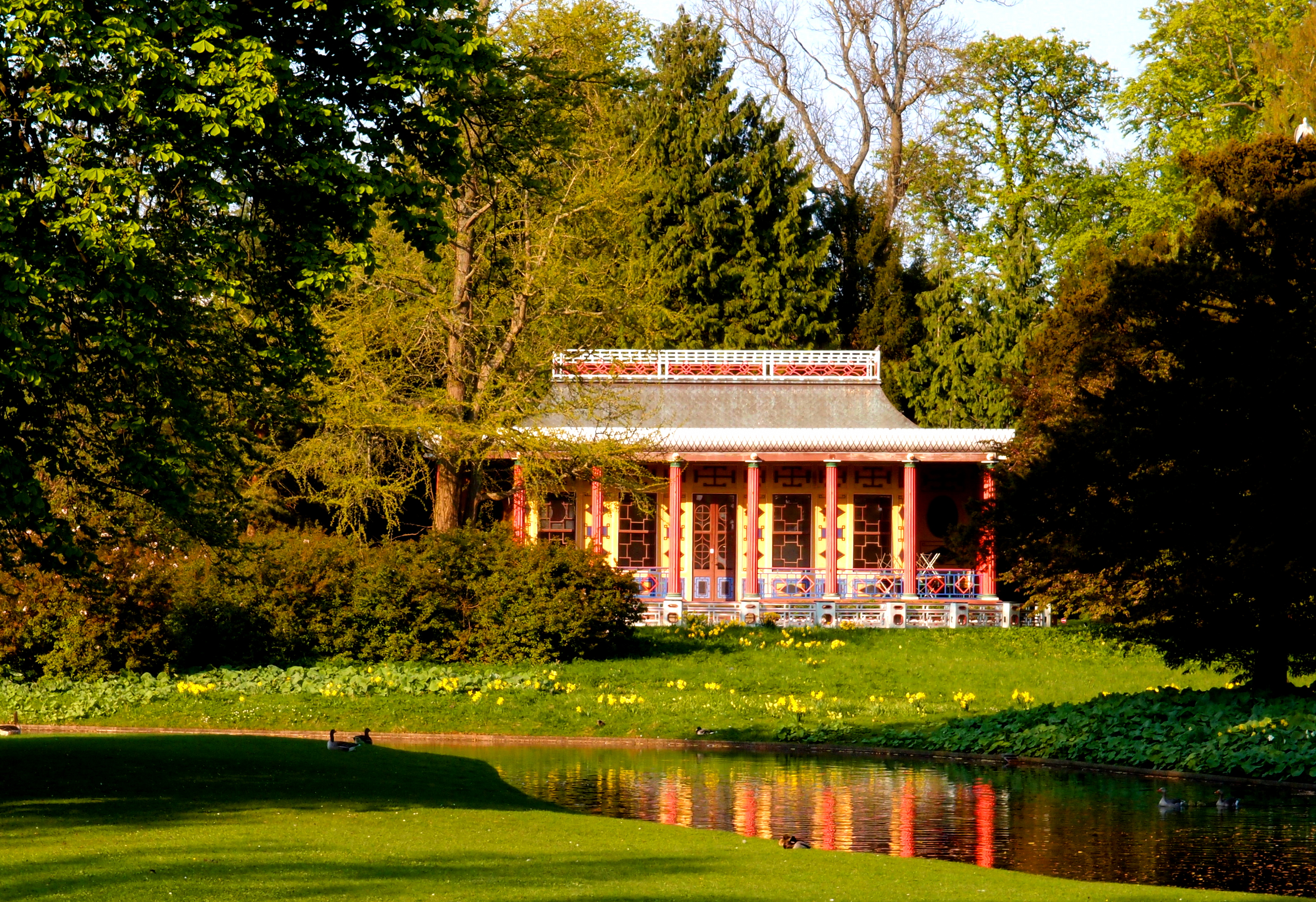
Det kinesiska lusthuset i Fredriksberg have

I mitten av Frederiksberg Have finner man på en ö ett karakteristiskt kinesiskt lusthus, där man kan dricka te under sommarmånaderna. På sommaren bildar Frederiksberg Have ramen kring åtskilliga kulturarrangemang.
Frederiksberg Have ligger alldeles intill Köpenhamns Zoo. Man kan till och med se elefanterna inifrån parken. Trädgården, som totalt är 31,7 ha stor, har varit offentligt tillgänglig sedan 1852. Den ägs av danska staten